# Profuturo
Profuturo (em latim: Profuturus) foi um oficial romano do século IV, ativo durante o reinado do imperador Valente (r. 364–378). Foi um dos oficiais romanos que lutaram na Guerra Gótica de 376-382. A única fonte sobre ele é a obra de Amiano Marcelino.

## Vida
Profuturo aparece pela primeira vez no verão de 377. Na ocasião, Valente enviou-o aos Bálcãs, ao lado de Trajano, como comandante de uma força avançada de armênio para contes os saqueadores godos enquanto o exército principal estava sendo mobilizado. Sua posição é incerta, mas os autores da PIRT sugerem que era um conde dos assuntos militares, enquanto Noel Lenski sugere que foi mestre dos soldados. De acordo com Amiano Marcelino, Trajano e Profuturo eram generais com altas aspirações, mas eram impróprios para a guerra. Segundo seu relato, decidiram marchar contra os godos nos passos montanhosos da cordilheira dos Bálcãs de modo a atacá-los furtivamente e em guerra de guerrilha. Conseguiram algum sucesso inicial, afastando os godos da rica província de Hemimonto e obrigando-os a permanecer nas regiões esparsamente povoadas e pouco abundantes ao norte da cordilheira e na planície do Danúbio, onde os suprimentos existentes já haviam sido consumidos.
Apesar disso, logo os romanos foram militarmente pressionados pelas enormes hordas inimigas e tiveram que retroceder. Talvez em Marcianópolis (Marcelino menciona a cidade de Salgueiros),[a] Trajano e Profuturo encontraram-se com os generais ocidentais Ricomero e Frigérido e seus exércitos, que haviam sido enviados pelo coimperador Graciano (r. 367–383) para auxiliar Valente. Os oficiais concordaram em conceder o comando das forças conjuntas a Ricomero, que liderou os romanos em perseguição aos godos. Próximo da cidade de Salgueiros, uma sangrenta luta foi travada. A batalha concluiu-se com pesadas baixas para ambos os lados. Ciente desse episódio desastroso, Valente enviou mestre da cavalaria Saturnino para auxiliar Trajano e Profuturo.
Apesar do relato de Marcelino fazer menção a Profuturo após os eventos em Salgueiros, alguns autores modernos sugerem que é mais provável que Profuturo esteve entre as vítimas dos godos no campo de batalha.